# Lucilia chini
Lucilia chini este o specie de muște din genul Lucilia, familia Calliphoridae, descrisă de Fan în anul 1965. Conform Catalogue of Life specia Lucilia chini nu are subspecii cunoscute.